# کوتا پتژیچکووا
کوتا پتژیچکووا (چکی: Květa Petříčková؛ زادهٔ ۱۷ ژوئیهٔ ۱۹۵۲) بازیکن هاکی روی چمن اهل چکسلواکی بود.